# Henrique Lopes de Mendonça

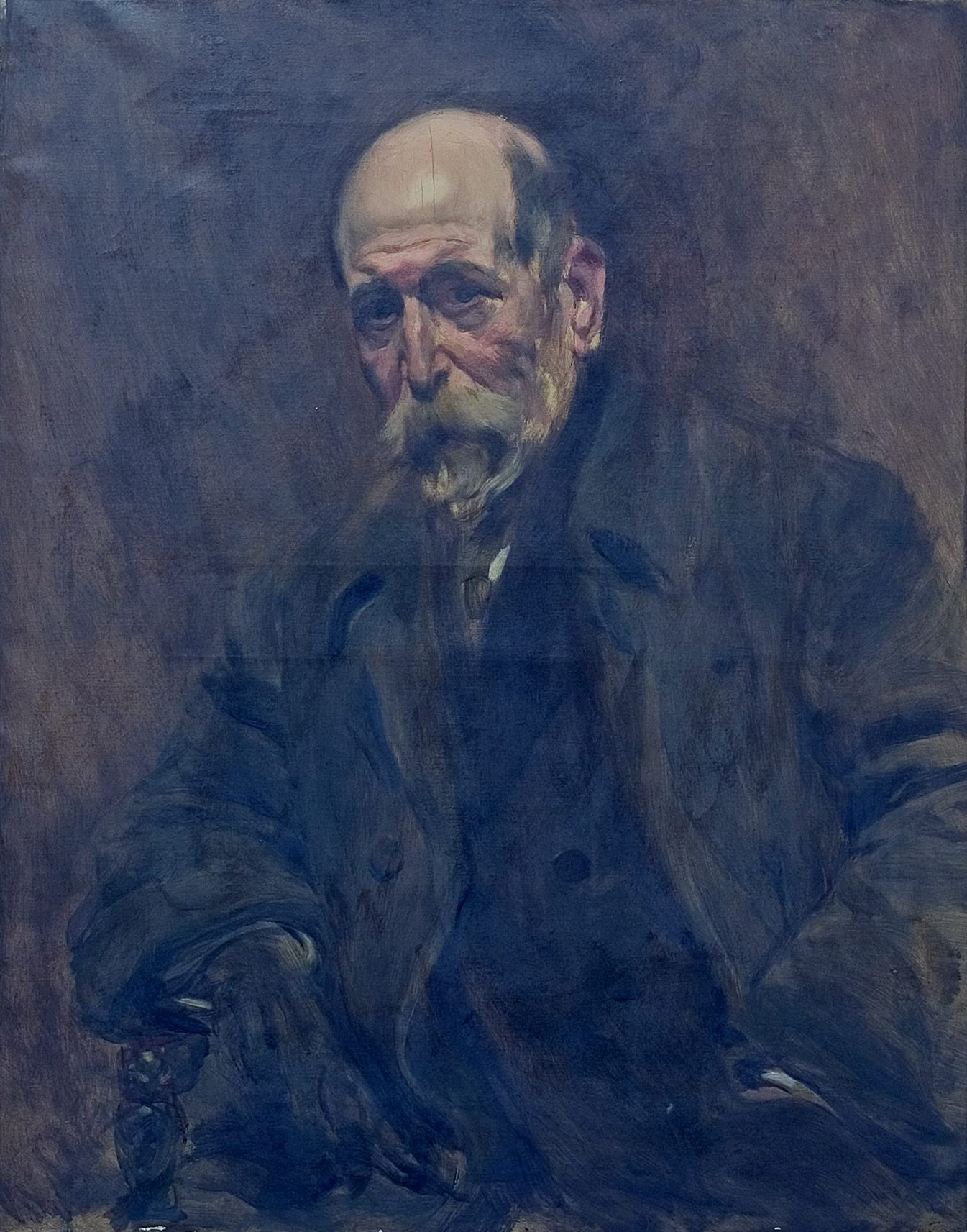
Porträt von Columbano Bordalo Pinheiro

Henrique Lopes de Mendonça (ausgesprochen Mendonssa) (* 12. Februar 1856 in Lissabon; † 24. August 1931) war ein portugiesischer Poet, Dramatiker und Marineoffizier.

## Leben
De Mendonça schlug eine militärische Laufbahn ein. Am  25. Mai 1912 schied er im Rang eines Hauptmanns zur See aus dem Militärdienst aus. Er widmete sich nebenbei dem Schreiben und spezialisierte sich auf die Marinegeschichte. Er war zudem ein Dramatiker und Dichter und verfasste den Text zu einer Komposition seines Freundes Alfredo Keil, aus der die Nationalhymne A Portuguesa entstand. Als Dramatiker und schrieb die Stücke A Noiva (aufgeführt am 9. Februar 1884) und A Morta. Er veröffentlichte 1892 ein Werk mit Studien über portugiesische Schiffe im 15. und 16. Jahrhunderts und 1894 seinen historischen Roman Os Órfãos de Calecute. In Anerkennung seiner literarischen Leistung wurde er zum Präsidenten der Akademie der Wissenschaften von Lissabon ernannt.
Er war mit Amélia (geborne Bordalo Pinheiro) verheiratet, der Tochter des Malers Manuel Bordalo Pinheiro.
- Virgínia Lopes de Mendonça (1881–1969), Dramatikerin und Autorin von Kurzgeschichten
- Vasco Lopes de Mendonça (1883–1963), Keramikhersteller und Karikaturist

## Werke (Auswahl)
- Estudos sobre navios portuguezes nos seculos XV e XVI. Lissabon 1892 (daten.digitale-sammlungen.de).
- Affonso de Albuquerque. Drama in 5 Akten, Lissabon 1898.
- Os orphaos de Calecut. Ein maritimer historischer Roman, Lissabon 1894 (babel.hathitrust.org).